# 富山敬
富山 敬（とみやま けい、1938年〈昭和13年〉10月31日 - 1995年〈平成7年〉9月25日）は、日本の声優、俳優、歌手。ぷろだくしょんバオバブ最終所属。
幅広い役をこなす実力者で、特に昭和においては「声優ブームの中心的存在」と評されるなど人気を博した声優の一人であった。代表作は、『宇宙戦艦ヤマト』の古代進役や『銀河英雄伝説』のヤン・ウェンリー役など。

## 生涯

### 生い立ち
満洲国奉天省鞍山出身。弟が2人いたが、それぞれ事故、栄養失調で亡くしたという。終戦に伴い宮崎県へ引揚後、本籍地の東京都世田谷区で育つ。

### 初期のキャリア
中学生の頃から演劇部に所属するなど“演劇少年”だったといい、正則高等学校在学時も演劇部に所属し熱中。より高みを目指したことで、高校2年だった1955年に東宝児童劇団に飛び込む。水沢草田夫作『金の鶯』の海賊クロ次役で初舞台。約3年間の活動を経て、児童劇に限界を感じ退団した後は、日本大学芸術学部演劇科へ進学する。
その後、「学校の勉強と実際に芝居することは違う」と感じたため、劇団葦の研修生となったことを機に、大学は2年で中退。だが、劇団葦は入団から約2年後に解散となったため、しばらくは他の劇団の入団試験を受けながら、それまで以上に、日銭が得られる仕事（バーテンダー、キャバレーのボーイに呼び込み、サンドイッチマンなど）を何でも行う生活を送ったという。

### 声優として
1957年、東北放送のラジオドラマ『源九郎物語』の竹丸役で声優デビュー。当時、声優業は俳優たちの副業であり、富山自身も最初は芝居や生活の資金稼ぎのため行っていた。
1965年、東京都新宿区四谷の喫茶店でウェイターをしていたが、偶然、店に入った劇団葦時代の先輩である千葉順二の誘いを受け、河の会へ所属。当時の河の会が吹き替え出演などマスコミ関係の仕事が主体だったことで、声優業を本格的に始めることとなった。所属後しばらくは端役を多くこなし、ひと月に30本出演したこともあったという。同年には『鉄人28号』にて、毎回役の違う脇役ではあるがセミレギュラーを獲得。
1968年、オーディションで『佐武と市捕物控』の主人公・佐武の声に抜擢（）され初主演を飾る。吹き替えでの初めての主役は、映画『草原の輝き』のウォーレン・ベイティ。以降は、1969年に『タイガーマスク』で主人公・伊達直人を、『男一匹ガキ大将』の戸川万吉を演じるなどアニメーションでの主演が増え、富山自身の人気も高くなる。
1974年、『宇宙戦艦ヤマト』にて、主人公の古代進を演じる。同作のヒットも伴い、多数の人気声優ランキングで上位を飾るなど人気を不動のものとした。この頃から、しばらくはレギュラー出演の週平均が4～5本であり、単発の出演や関連する仕事を含めると、休日がほぼとれない状態だったという。
1976年、河の会解散に伴い、青二プロダクションへ移籍。
1979年、富田耕生らと青二プロダクションを退所し、ぷろだくしょんバオバブを立ち上げる。同時期には2枚のアルバムをリリースし、1980年にはバオバブ所属声優で結成した劇団がらくた工房（現：劇団すごろく）にて約10年ぶりに舞台活動も再開した。
1980年代に入ると世代交代を意識するようになったといい、主演の機会は減ったものの、引き続き多くの作品に出演。『ゲゲゲの鬼太郎（第3作）』のねずみ男役や『それいけ!アンパンマン』のSLマンなど、さまざまな役を担当した。
1990年代には『ちびまる子ちゃん』で、主人公のまる子の祖父・さくら友蔵の声を担当したほか、SFアニメ『銀河英雄伝説』シリーズで主人公のひとりであるヤン・ウェンリーを長期にわたり担当し、結果的に富山の晩年を代表するキャラクターとなった。

### 死去
1995年8月18日、『ちびまる子ちゃん 第2期』第37話「呪いの貸本」の巻（同年9月17日放送）を収録。これが生前最後の仕事となった。
同年8月21日、「最近どうも目の調子が悪い」と訴え病院へと足を運んだ結果、末期の膵臓癌と診断され入院。以前から体調の異変はあったが、人気声優としての多忙に加え、「休んだらみんなに迷惑がかかるから」と検査に行くことを躊躇っていたことが災いして発見が遅れてしまい、診断時点で既に手遅れの状態だったという。
同年9月25日午前9時7分、膵臓癌のため東京都新宿区の東京医科大学病院で死去。56歳没。9月30日に告別式が行われ、声優仲間やファンら約1300人が出席した。
2007年、第1回声優アワードにて特別功労賞を受賞した。

## 特色・人物
声種はハイバリトン。没後に「どんな役をやってもはまる、すぐに役をつかむ天才的な役者だった」と評されている。
第1次から第2次にかけての声優ブームの立役者の1人と評され、井上真樹夫、神谷明と共に「声優御三家」と呼ばれていた。その中でも、富山の人気は群を抜いて高かったという。また、人気絶頂の頃にはファンレターが年に約5000 - 6000通届いていたという。
声優界屈指の酒豪で知られていた。普段は洋酒が多く、ロックのダブルで8杯ほど飲んでいたという。日本酒では新潟の銘酒久保田を愛飲していた。
愛煙家でもあり、1日に3箱吸っていたこともあったという。
趣味は川釣り、レコード鑑賞。
好きな言葉は「やさしさ」。「大切なことは思いやりの心」「相手のことを考えて言動する」をモットーとしていた。
「敬」という芸名に関しては特別な意味はなく、本名の「邦親」が難しい字だったため変えたという。
私生活では、1973年に劇団の事務員と結婚。仲間内では愛妻家として知られていたが、1993年末に死別。そのため、自身が亡くなった際は父親が喪主を務めた。
1978年時点で、娘と双子の息子がいた。2006年時点では連絡が取れない状態であり、これを理由に、同年の東京国際アニメフェアでは「声優特別功労賞」の授賞を断念している。

### 人物評
声優界きっての人格者で、非常に腰が低いことで知られていた。
小原乃梨子や勝田久は追悼インタビューで、「万事控えめな性格で、それはどんなに人気者になろうと変わらなかった」と評し、後輩の古谷徹は、「誰にでも優しくて、業界の先輩後輩から好かれ尊敬されている人だった」と語っている。『宇宙戦艦ヤマト』で共演した麻上洋子は、新人の頃から富山に面倒を見てもらい、NGを出した時も「大丈夫だよ」と慰められ、声優としてやっていく事ができたと語っている。
富山の人柄の良さを表すエピソードとして、次のようなものがある。池田秀一が堀内賢雄のマネージャーと酒を飲んでいる最中に「賢雄に電話しろ」という話になったが、堀内のマネージャーは誤って富山へ電話をかけてしまう。池田は酔っていたせいで間違い電話と気づかず、先輩の富山に対して「俺だよ、池田だよ」「なに気取った声出してるんだ」「○○で飲んでるから、今から出て来いよ」などと軽い口調で喋ってしまうが、富山は「割と近くね、でも明日早いから行けないの」と終始冷静だった。しばらくして、おかしいと気づいた池田が「どちら様ですか?」と質問すると「富山敬です」と返ってきたので、慌てて「失礼いたしました」と謝罪。それに対して富山は「行きたいんだけどね、ごめんね、今度ゆっくり飲もうよ」と優しい言葉をかけたという。
青野武によると、青野が酔っ払って酒場で他の客と殴り合いのケンカを起こした際、一緒に飲んでいた富山はケガをした青野を家まで連れて帰り、朝まで介抱してくれたという。
羽佐間道夫は、普段吹き替えやナレーションを中心に活動していたため、『銀河英雄伝説』でアニメのアフレコに慣れていなかった時、富山に「今、ここで出るんですよ！」「今の台詞は、あそこで切った方がいいんじゃないですか？」と色々教えてもらったという。羽佐間は芸歴や年齢は富山より上だが、「『銀河英雄伝説』では彼が自分の師匠だった」と述懐している。
一方、親友の富田耕生は「かなり我慢強い性格」だと語り、プライベートにおける悩みは尋常なものでは無かったようである。なお、このことに関して、富山自身はあるインタビューで「そりゃ僕だって欲求不満がたまりますよ」と笑いながら語り、仕事（役作りへの没頭など）や飲酒でそれらの不満は発散しすぐに忘れてしまう、と答えたことがあった。

### 後世への影響
富山に憧れこの道を志した、あるいは影響を受けたと語る声優は多い。
神谷明は「多大な影響を受けた人物」、古川登志夫は「この方のような軽妙な演技ができるようになりたい一心で、演技は元より、シャツからセーターからブルゾンから眼鏡までなんでも真似した」 と語っている。
井上和彦は、2021年に「技術No.1声優」を尋ねられた際に「すごく憧れた先輩」として富山を挙げ、声を変えずに役を演じ分けることや、『レインマン』の吹き替えで主演した際に、一度のリハーサルだけで本番の収録を終えてしまったことの凄さを語っている。
飛田展男や小野健一は、目標とする役者に富山を挙げている。水谷優子や杉山紀彰も尊敬する人物は富山だと答えている。森功至や郷田ほづみは、富山の影響で声優の道を志したとも語っている。同じ事務所所属だった小原は、「（バオバブ）社内での人気投票ではいつも（富山が）1位だった」と追悼インタビューで語っている。
没後も、声優界では当時の共演者やファンをはじめ、定期的に名前が挙がる存在であり、2006年には「死して、なお愛され続けるプロの声」と評された。
先述の通り、2007年には第1回声優アワードで特別功労賞を受賞。授賞式では、生前に所属したぷろだくしょんバオバブの清水百合恵社長（当時）が代理で賞を受け取った。2008年の第2回以降は、同アワードの一部門として富山の名を冠した「富山敬賞（第18回以降は富山敬・高橋和枝賞）」が設立され、「その年に声優という職業を最も世の中に浸透させた功労者」に対して贈られることとなった。

## エピソード

### 出演作に関して
初の主演作となった『佐武と市捕物控』の佐武役は、1978年に一番思い出深い出演作として挙げている。また、当時は大人向けを意識したものの、視聴率の問題などで実現できなかった部分があり、スタッフに再会するとその都度、「ちゃんと大人の鑑賞に堪えうる作品」にしての続編やリメイクを切望していたという。
自身の代表作である『宇宙戦艦ヤマトシリーズ』の古代進役は、「思い出に残るキャラクターの中では別格（笑）」と答えているほか、後に、「一緒に成長してきたような気がします。彼がかわいいなんていう感情を通り越してますね」と語っていた。また、古代について、「特別な人物ではなく普通の青年」であり、人間味のある部分が好きだと度々語っていた。
「タイムボカンシリーズ」では、「説明しよう！」で始まるナレーターをはじめ、おだてブタ、ささやきリポーター等多くのキャラクターを担当。このうち『逆転イッパツマン』では、主役のイッパツマン（豪速九）の声を担当した。また作中では、富山自身をモデルにデザインされた「トミー・ヤマ」というキャラクターも登場した。『ゼンダマン』には、一度だけ富山の娘がゲスト出演したことがある。
洋画吹き替えでは、持ち役のリック・モラニスをはじめ、ロディ・マクドウォールやマーティン・シーン、スティーヴ・マーティン、ウディ・アレン、ウィリアム・カット、エディ・マーフィ、デニス・ホッパー、チャールズ・マーティン・スミス、ジョン・ハード、ジェームズ・ベルーシ、アントニオ・ファーガスなどを担当していた。
富山がエディ・マーフィを吹き替えた『ビバリーヒルズ・コップ』（テレビ朝日版）は、「豊かな表現力がフルに発揮された」と評され、『超音速攻撃ヘリ エアーウルフ』の追加収録部分で富山の代役を務めた花輪英司は、「俺のバイブル」と称しソフト収録を熱望していることを自身のSNSで明かしている。
『ちびまる子ちゃん』のさくら友蔵役は、オーディションではなくオファーで決められた。担当スタッフによると、当時50歳を過ぎたばかりの富山にとって相当な老け役だったため、断られるのではないかと懸念していたが、いざオファーを出すとすんなり了承してくれたという。
『銀河英雄伝説』のヤン・ウェンリー役に関しては、反対に富山が当時青年役をほとんど演じていなかったことから、音響監督の明田川進が難色を示し、富山のイメージに近い若手でオーディションを行なったものの、該当者が見つからなかったことで、最終的に富山を起用することになった。富山自身も、当時ファンから二枚目の主役を演じて欲しいという要望を受け取ってはいたが、多くの後進が台頭する中で世代交代を意識していたため、最初はかなり抵抗があったという。だがその後、ファンからの励ましの手紙をもらい嬉しかったといい、次第とその気になり抵抗がなくなったと語っている。

### 仕事に対する姿勢
役者として、精神面や感覚的な面での“若さ”を持つことを意識していた。また、様々な役を演じたい趣の発言をよくしており、1995年には、「どんな役も演ってみたいですよ。私達の仕事にはこれで良しという事はないのですから。死ぬまで挑戦です」と話していた。
原作漫画がある作品に関して、「絵の付いた物よりも活字になった台本の方が読みやすい」との理由から原作はあまり読まない姿勢だった。
吹き替えは、常に「映画を日本語で視聴者により深く理解してもらうための手助けの役割だ」と心にとめていた。自身が吹き替えを担当する俳優は、「皆演技がうまいため、安心してアテられていた」とする一方、表情が乏しい俳優の場合は苦労したという。
演じる上では、「自分に与えられた役を、いかに魅力的にするか」を大切にしており、「富山敬の演じる役は何かがあるといわれるように演じること」を目標にしていた。

### 人気声優として
『宇宙戦艦ヤマト』の古代進を演じたことを機にファンが急増し、1970年代後半から1980年代前半にかけては、人気声優ランキングの常連だったほか、ファンクラブも存在していた。当時のファンは女性が圧倒的に多く、女子中高生が中心だったという。
当初は、「役を演じる自身」が人気になることに抵抗があり素顔をさらしたくなかったというが、ファンが自身のことや妻子持ちであることを理解した上で応援していると知ってからは、だんだん気が楽になったという。また、自身の人気に関してはインタビューで、「キャラクターから派生したんじゃないですか？その声をアテてるので僕たちが、付き合ってみたら気軽な人たちばかりなんで、今度は人間としての声優を応援してくれるようになった…っていうのかなァ」と語るなど、冷静な面を持ち合わせていた。
ファンに対しては感謝を表しつつ、「あまり熱中しないでほしい」とも語っていた。また、「うんと勉強してほしい。そしてその合い間、僕についての意見や批判の手紙をかいてくれればいい。これが僕の理想のファン像です」と話したことがあった。そのほか、「俳優・声優のファンは、特に演技に対しては厳しくあってほしい。素晴らしい演技をしたときだけ、惜しみなく拍手をしてあげてほしいですね」と話したことがある。

### 事務所との関係
河の会が解散した際、納谷六朗を通して、江崎プロダクション（現：マウスプロモーション）社長の江崎加子男（現：アイムエンタープライズ社長）を訪ねたが、「うちは納谷六朗を売ってるから難しいよ」と断られ、青二プロダクションを紹介される。富山の没後、江崎は「出来る事なら自ら富山も売りたかった。だから、青二に任せた後もヤマトで飛躍した時は我が子のように嬉しかった。富山をもっと自分の手で売りたかった。あいつともっと仕事がしたかった……」と語っている。
1979年に青二プロダクションを退社し、ぷろだくしょんバオバブへ移籍した際には、事務所の設立そのものにも関わった。だが、この動きは円満な形ではなかったことから、両社の間に確執を生むこととなり、バオバブ所属声優は、2000年代初頭まで、青二プロダクションとの関係が深い東映アニメーション制作作品に出演できない事態となってしまう。そんな状況にもかかわらず、富山だけは『あさりちゃん』（浜野イワシ役）や『夢戦士ウイングマン』（北倉俊一 / キータクラー役）、『ゲゲゲの鬼太郎（第3作）』（ねずみ男役）などの東映作品にレギュラー出演していた。

### その他
『タイガーマスク』で伊達直人役を演じていた当時、あるクイズ番組で、「伊達直人役は誰か」という問題が出題され正解として出演したことがある。だが、回答者の誰も正解できなかったという。
「教えるのはあまり得意ではない」という理由から、声優養成所の講師など、後進の育成や指導にはあたっていなかった。
最晩年の1995年のインタビューでは、「どんな事でも本質が分かってしまうと、とてもつまらなくなるものです。この世界は夢です。その夢を楽しんで下さい。私達は頑張ります。これからも応援して下さい。」と話していた。

## 代役・後任
富山の死後、代役を務めたり、持ち役・ナレーションを引き継いだりした人物は以下の通り。
| 後任       | 役名                            | 概要作品                                       | 代役・後任の初担当作品                                        |
| ---------- | ------------------------------- | ---------------------------------------------- | ------------------------------------------------------------- |
| 山寺宏一   | 矢島社長                        | 『アイドル防衛隊ハミングバード』               | 『アイドル防衛隊ハミングバード'95 夢の場所へ』                |
| 山寺宏一   | アクセル・フォーリー            | 「ビバリーヒルズ・コップシリーズ」テレビ朝日版 | 『ビバリーヒルズ・コップ2』                                   |
| 山寺宏一   | 古代進                          | 「宇宙戦艦ヤマトシリーズ」                     | 『宇宙戦艦ヤマト 遥かなる星イスカンダル』                     |
| 山寺宏一   | トチロー                        | 松本零士関連作品                               | 『クイーン・エメラルダス』                                    |
| 山寺宏一   | デューク・フリード              | 『UFOロボ グレンダイザー』                     | 『スーパーロボット大戦IMPACT』                                |
| 山寺宏一   | ドナルド・マクドナルド          | 「日本マクドナルド」関連CM                     | 「マクドナルドハッピーセット」CM                              |
| 堀内賢雄   | アーノルド "アーニー"・ベッカー | 『L.A.ロー 七人の弁護士』                      | TBA                                                           |
| 堀内賢雄   | デューク・フリード              | 『UFOロボ グレンダイザー』                     | 『スーパーロボット大戦コンプリートボックス』                  |
| 堀内賢雄   | 偽デューク・フリード            | 『UFOロボ グレンダイザー』                     | 『スーパーロボット大戦コンプリートボックス』                  |
| 堀内賢雄   | ナレーション                    | 「タイムボカンシリーズ」                       | 『平成タイムボカン』                                          |
| 滝口順平   | ナレーション                    | 「タイムボカンシリーズ」                       | 『タイムボカン2000 怪盗きらめきマン』                         |
| 中嶋聡彦   | おだてブタ                      | 「タイムボカンシリーズ」                       | 『タイムボカン2000 怪盗きらめきマン』                         |
| 松本保典   | 豪速九 / イッパツマン           | 『逆転イッパツマン』                           | 『ボカンですよ』                                              |
| 加藤将之   | 豪速九 / イッパツマン           | 『逆転イッパツマン』                           | 『タツノコ VS. CAPCOM CROSS GENERATION OF HEROES』            |
| 青野武     | アル                            | 「エンジェルスシリーズ」                       | 『エンジェルス2』                                             |
| 青野武     | おじいちゃん〈さくら友蔵〉      | 『ちびまる子ちゃん』                           | 第2期第38話                                                   |
| 飛田展男   | ジェームズ・マーティン          | 『ポセイドン・アドベンチャー』テレビ朝日版     | WOWOW吹替補完版追加収録部分                                   |
| 龍田直樹   | ラビット                        | 『くまのプーさん』                             | 『新くまのプーさん』1995年10月放送分                          |
| 千田光男   | SLマン                          | 『それいけ!アンパンマン』                      | OVA『それいけ!アンパンマン クリスマスだ！みんなあつまれ』     |
| 西村朋紘   | SLマン                          | 『それいけ!アンパンマン』                      | 第400話Aパート                                                |
| 西村朋紘   | ビンゴ・ヘイル大尉              | 『おしどり探偵 キングで勝負』                  | DVD追加収録部分                                               |
| 小川真司   | アラン・グラント博士            | 「ジュラシック・パークシリーズ」               | 『ジュラシック・パークIII』                                   |
| 野島昭生   | ドゥーリー                      | 『K-9/友情に輝く星』                           | 『K-911 やっぱり俺たち最強コンビ』                            |
| 郷田ほづみ | ヤン・ウェンリー                | 『銀河英雄伝説』                               | 『銀河英雄伝説外伝 千億の星、千億の光』                       |
| 牛山茂     | マッドハッター                  | 『バットマン』                                 | カートゥーン ネットワーク放送分                               |
| 安原義人   | アーサー・ヘイスティングズ      | 『名探偵ポワロ』NHK版                          | 第47話「エッジウェア卿の死」                                  |
| 山口勝平   | バッグス・バニー                | 『ルーニー・テューンズ』                       | 『ワーナーアニメランド ルーニー・テューンズ』1996年10月放送分 |
| 荻野晴朗   | 白ウサギ                        | 『不思議の国のアリス』1985年版                 | DVD追加収録部分                                               |
| 坂東尚樹   | ヒョロ松                        | 『刑事スタスキー&ハッチ』                      | 1stシーズン完全版 DVD-BOX追加収録部分                         |
| 坂東尚樹   | ミスター・カトー                | 「スタートレックシリーズ」                     | 『宇宙大作戦 第1シーズン』ベスト版VHS追加収録部分             |
| 坂東尚樹   | アップダイク                    | 『事件記者コルチャック』                       | VHS追加収録部分                                               |
| 坂東尚樹   | ドドメコフ教授                  | 『俺がハマーだ!』                              | コンプリートDVD-BOX追加収録部分                               |
| 羽佐間道夫 | ジョージ・バンクス              | 『花嫁のパパ』                                 | 『花嫁のパパ2』                                               |
| 安崎求     | チャーリー                      | 『天国から来たわんちゃん』                     | 『天使のわんちゃん チャーリーとイッチー』                     |
| 山崎たくみ | ドンキホーテ（ドンキー）        | 『志摩スペイン村 パルケエスパーニャ』          | TBA                                                           |
| 関智一     | 壇闘志也                        | 『宇宙大帝ゴッドシグマ』                       | 『スーパーロボット大戦Z』                                     |
| 稲葉実     | ルーク                          | 『ザ・カー』テレビ朝日版                       | DVD追加収録部分                                               |
| 白山修     | カーター                        | 『刑事ジョン・ブック 目撃者』テレビ朝日版      | DVD追加収録部分                                               |
| 河本邦弘   | カール・フォックス              | 『ウォール街』テレビ朝日版                     | WOWOW吹替補完版追加収録部分                                   |
| 花輪英司   |                                 | 『超音速攻撃ヘリ エアーウルフ』                | コンプリート ブルーレイBOX追加収録部分                        |
| 中村源太   | ジュリオ                        | 『エアポート'75』フジテレビ版                  | Blu-ray追加収録部分                                           |
| 井上和彦   | アート・リジック部長刑事        | 『レッドブル』テレビ朝日版                     | WOWOW吹替補完版追加収録部分                                   |
| 草尾毅     | ウィロー                        | 『ウィロー』                                   | 『ウィロー（テレビドラマ版）』                                |

## 出演
太字はメインキャラクター。

### テレビアニメ
1965年
- 遊星少年パピイ
- 鉄人28号（第1作）
- スーパージェッター

1966年
- 鉄腕アトム (アニメ第1作)（ローボン大統領）
- 遊星仮面（パイク、ニック中佐〈代役〉）

1967年
- 黄金バット
- おらぁグズラだど（1967年 - 1988年、パパ） - 2シリーズ
- かみなり坊やピッカリ・ビー
- マッハGoGoGo（サブ）
- リボンの騎士

1968年
- アニマル1（東二郎）
- 佐武と市捕物控（佐武〈初代〉）
- ドカチン（ノーテンパンク博士）
- ファイトだ!!ピュー太（アナウンサー）
- 妖怪人間ベム
- 怪物くん
- わんぱく探偵団（ステやん）

1969年
- アタックNo.1
- ウメ星デンカ
- 男一匹ガキ大将（1969年 - 1970年、戸川万吉）
- 巨人の星（1969年 - 1971年）
- タイガーマスク（1969年 - 1971年、タイガーマスク / 伊達直人、若月先生〈少年時代〉、チャキル・ランパファ）
- 忍風カムイ外伝（四郎）
- ハクション大魔王
- ムーミン（司会者）
- 六法やぶれクン（やぶれクン）

1970年
- あしたのジョー パイロットフィルム（矢吹丈）
- いじわるばあさん
- いなかっぺ大将
- 昆虫物語 みなしごハッチ（ハチのノッポ）
- ばくはつ五郎（久松弘）

1971年
- アンデルセン物語
- 珍豪ムチャ兵衛
- ふしぎなメルモ（シカク、変身後のビリ犬）
- ルパン三世（第1作）

1972年
- 科学忍者隊ガッチャマン（アラン神父、メッケル）
- 樫の木モック（チカロ）
- 新・オバケのQ太郎
- 正義を愛する者 月光仮面 ※第9話
- ど根性ガエル（1972年 - 1974年、しいく係、おまわり 他）

1973年
- 侍ジャイアンツ（1973年 - 1974年、番場蛮）
- 冒険コロボックル（えじそん太）
- マジンガーZ（純一）
- ミクロイドS
- 山ねずみロッキーチャック（レッド）
- ワンサくん（クマ）

1974年
- 宇宙戦艦ヤマト（1974年 - 1975年、古代進）
- 柔道讃歌
- 破裏拳ポリマー（予告ナレーション 他）

1975年
- 元祖天才バカボン
- ガンバの冒険（ガクシャ）
- タイムボカン（1975年 - 1976年、ナレーター、ノッポ）
- はじめ人間ギャートルズ
- フランダースの犬（クロード）
- UFOロボ グレンダイザー（1975年 - 1977年、大介 / デューク・フリード）
- みつばちマーヤの冒険（てんとう虫）
- ラ・セーヌの星（ミラン）

1976年
- キャンディ・キャンディ（1976年 - 1979年、テリュース・G・グランチェスター）
- 母をたずねて三千里（マリオ）
- ブロッカー軍団IVマシーンブラスター（アンドリュー・ノートン）

1977年
- あしたへアタック!（不破、ナレーター）
- アローエンブレム グランプリの鷹（轟鷹也）
- 家なき子
- ジェッターマルス
- ヤッターマン（1977年 - 1979年、ナレーター、マンボ船長、おだてブタ、お褒めブタ、なげきブタ、アクション予報メカ、なんまんだぶ、トリオ・ザ・ビックリ 他）
- 惑星ロボ ダンガードA（城哲治 / ジェット・ジョー）

1978年
- 宇宙戦艦ヤマト2（1978年 - 1979年、古代進）
- SF西遊記スタージンガー（1978年 - 1979年、ジョーゴ） - 2シリーズ
- 野球狂の詩（1978年 - 1979年、国立）

1979年
- アニメーション紀行 マルコ・ポーロの冒険（マルコ・ポーロ）
- 宇宙戦艦ヤマト 新たなる旅立ち（古代進）
- 怪盗ルパン813の謎（ルノルマン）
- ザ☆ウルトラマン（1979年 - 1980年、ヒカリ）
- ゼンダマン（1979年 - 1980年、ナレーター、おだてブタ、コーラスガラス、トミー・ヤマケ 他）
- 日本名作童話シリーズ 赤い鳥のこころ
- 無敵鋼人ダイターン3（アントン）

1980年
- 宇宙戦艦ヤマトIII（1980年 - 1981年、古代進）
- 宇宙大帝ゴッドシグマ（1980年 - 1981年、壇闘志也）
- タイムパトロール隊オタスケマン（1980年 - 1981年、ナレーター、トミー教官、ドクター笹ヤブ、おだてブタ、ギャグスキー 他）
- 鉄腕アトム (アニメ第2作)（名探偵シャーロック・ホームスパン）
- ニルスのふしぎな旅（1980年 - 1981年、レックス）

1981年
- おはよう!スパンク（藤波）
- 恐怖伝説 怪奇!フランケンシュタイン（スケル）
- 姿三四郎（夏目金之助）
- ブレーメン4 地獄の中の天使たち（ラルゴ）
- ぼくらマンガ家 トキワ荘物語（石森）
- ヤットデタマン（1981年 - 1982年、ナレーター、ささやきレポーター、トミー・ヤマ 他）

1982年
- あさりちゃん（浜野イワシ / パパ）
- 科学救助隊テクノボイジャー（エリック・ジョーンズ）
- 逆転イッパツマン（1982年 - 1983年、豪速九 / イッパツマン、ささやきレポーター）
- 少年宮本武蔵 わんぱく二刀流（別所左門）
- とんでモン・ペ
- 魔境伝説アクロバンチ（アルタ）
- わが青春のアルカディア 無限軌道SSX（1982年 - 1983年、大山トチロー）
- ワンワン三銃士（ピエール）

1983年
- イタダキマン（ナレーター、オシャカン鳥）
- ピュア島の仲間たち（ドルフ宰相）
- ナイン（1983年 - 1984年、唐沢進） - 3シリーズ
- ミームいろいろ夢の旅（ダーウィン）
- みゆき（鹿島安次郎）
- レディジョージィ（バーンズ子爵）

1984年
- アタッカーYOU!（二宅）
- 銀河パトロールPJ（マエストロ）
- Gu-Guガンモ（諸井）
- とんがり帽子のメモル
- 夢戦士ウイングマン（1984年 - 1985年、北倉 / キータクラー）

1985年
- うる星やつら
- ゲゲゲの鬼太郎（第3作）（1985年 - 1988年、ねずみ男）
- 三国志（1985年 - 1986年、諸葛亮孔明） - 2シリーズ
- 超力ロボ ガラット（ライアン、ハッヘラ）

1986年
- あんみつ姫（平賀源内、団長）
- Oh!ファミリー（ウィルフレッド・アンダーソン / パパ）
- 銀河探査2100年 ボーダープラネット（スバル）
- 青春アニメ全集（父、笠井隆一、庄一、利太郎）
- 魔法のアイドルパステルユーミ（花園ダン吉）
- めぞん一刻（飯岡）

1987年
- アニメどうぶつ80日間世界一周（リゴドン）
- きまぐれオレンジ☆ロード（1987年 - 1988年、春日隆）

1988年
- ホワッツマイケル（マイケル）

1989年
- 青いブリンク（ヘンリー）
- ジャングル大帝（新）（ハム・エッグ）
- それいけ!アンパンマン（1989年 - 1995年、SLマン〈初代〉）

1990年
- オバタリアン（良夫）
- からくり剣豪伝ムサシロード（ボクデン）
- キャッ党忍伝てやんでえ（江路損得）
- ちびまる子ちゃん（1990年 - 1995年、おじいちゃん / さくら友蔵〈初代〉） - 2シリーズ
- 平成天才バカボン（権田くん）

1991年
- 満ちてくる時のむこうに（エド・チャニング）
- わたしとわたし ふたりのロッテ（ルートウィッヒ・パルフィー）

1992年
- 花の魔法使いマリーベル（スイート）

1993年
- 超電動ロボ 鉄人28号FX（ドクターマウス）

1994年
- きょうふのキョーちゃん（電器店の店員）

### 劇場アニメ
1969年
- 巨人の星 行け行け飛雄馬

1976年
- グレンダイザー ゲッターロボG グレートマジンガー 決戦! 大海獣（宇門大介）
- UFOロボ グレンダイザー対グレートマジンガー（宇門大介）

1977年
- 宇宙戦艦ヤマト（古代進）

1978年
- さらば宇宙戦艦ヤマト 愛の戦士たち（古代進）

1979年
- がんばれ!!タブチくん!!（記者C）
- 銀河鉄道999（トチロー）

1980年
- がんばれ!! タブチくん!! 第2弾 激闘ペナントレース!!（記者）
- がんばれ!! タブチくん!!初笑い第3弾 あゝツッパリ人生（フルサワ）
- ゼンダマン ピラミッドの謎の箱だよ!ゼンダマン（ナレーター）
- ヤマトよ永遠に（古代進）

1981年
- 悪魔と姫ぎみ（悪魔）
- さよなら銀河鉄道999 アンドロメダ終着駅（ミャウダー）
- タイムパトロール隊オタスケマン アターシャの結婚披露宴!?（トミー・ヤマ）

1982年
- あさりちゃん 愛のメルヘン少女（パパ）
- ニルスのふしぎな旅（レックス）
- わが青春のアルカディア（大山敏郎、大山トチロー）

1983年
- 宇宙戦艦ヤマト 完結編（古代進）
- おはよう!スパンク（1983年、藤波）
- ゴルゴ13（ロバート・ドーソン）
- ナイン オリジナル版（唐沢進）

1984年
- ウルトラマンキッズ M7.8星のゆかいな仲間（マジャラ）
- プロ野球を10倍楽しく見る方法 PART2（コマダ、カケフ、ヤマシタ）
- 冒険者たち ガンバと7匹のなかま（ガクシャ）

1985年
- ゲゲゲの鬼太郎（ねずみ男）

1986年
- ゲゲゲの鬼太郎 妖怪大戦争（ねずみ男）　
- ゲゲゲの鬼太郎 最強妖怪軍団!日本上陸!!（ねずみ男）　
- ゲゲゲの鬼太郎 激突!!異次元妖怪の大反乱（ねずみ男）

1987年
- グリム童話 金の鳥（魔女）

1988年
- きまぐれオレンジ☆ロード あの日にかえりたい（春日隆）
- 銀河英雄伝説 わが征くは星の大海（ヤン・ウェンリー）
- めぞん一刻 完結編（飯岡）

1989年
- きまぐれオレンジ☆ロード もぎたてスペシャル（春日隆）

1990年
- ちびまる子ちゃん（おじいちゃん）
- チンプイ エリさま活動大写真（コビウリ）
- ベルサイユのばら 生命あるかぎり愛して（ハンス・アクセル・フォン・フェルゼン）

1991年
- ガンバとカワウソの冒険（ガクシャ）

1992年
- それいけ!アンパンマン アンパンマンとゆかいな仲間たち（SLマン）
- ちびまる子ちゃん わたしの好きな歌（おじいちゃん）
- トトイ（チプリアーノ）

1993年
- 銀河英雄伝説 新たなる戦いの序曲（ヤン・ウェンリー）
- それいけ!アンパンマン 恐竜ノッシーの大冒険（SLマン）

1995年
- クレヨンしんちゃん 雲黒斎の野望（ヒエール）
- それいけ!アンパンマン ゆうれい船をやっつけろ!!（SLマン）
- NINKU -忍空-（ニセ風助）

1996年
- APO APOワールド ジャイアント馬場90分一本勝負（郵便配達人）※映画における遺作

### OVA
1985年
- エリア88（ミッキー・サイモン）
- 幻夢戦記レダ（リンガム）
- るんは風の中（三輪南平）
- ガルフォース（エクザノン）

1986年
- ドリームハンター麗夢II 聖美神学園の妖夢（ミイラ少女）

1987年
- 戦国奇譚妖刀伝（進之助）
- スクーパーズ（キャメロン博士）
- ロボットカーニバル（三吉）

1988年
- 銀河英雄伝説（ヤン・ウェンリー〈初代〉）
- DRAGON'S HEAVEN（エルメダイン）
- 妖精王（クーフーリン）
- 笑劇 新選組（清川八郎）

1989年
- イース（ルタ・ジェンマ）
- きまぐれオレンジ☆ロード（1989年 - 1991年、春日隆） - 2作品
- ライディングビーン（パーシー警部）
- 朱鷺色怪魔（雷雷太）

1990年
- 1+2=パラダイス（優介の父）
- ウルトラマングラフィティ おいでよ!ウルトラの国（ナレーター）
- ガデュリン（MOS）
- 機動警察パトレイバー（ゼロ、第15話ナレーション）
- 戦国武将列伝 爆風童子ヒッサツマン（ナレーション、レポーター）

1991年
- 硬派銀次郎（高子の父）

1993年
- アイドル防衛隊ハミングバード（矢島社長〈初代〉）
- タイムボカン王道復古（1993年 - 1994年、ナレーター、トミーヤマ、逆転王、ささやきレポーター）

1994年
- ファイナルファンタジー（ハシム）
- リカちゃんとヤマネコ星の旅（パパ）

1995年
- バーバパパ（バーバパパ、ナレーション 他）

### ゲーム
1900年代
- 宇宙戦艦ヤマト（1985年 - 1992年、古代進） - LDゲーム、PCエンジン版
- エルディス（1991年、ナレーション、敵メカ 他）
- マジンガーZ（1994年、デューク・フリード） - アーケード版
- 誕生 〜Debut〜（1994年、司会、警告画面のナレーション） - PCエンジンSUPER CD-ROM2版
- TEAM INNOCENT -The Point of No Return-（1994年、クロノス・エンハンサー）
- ちびまる子ちゃん めざせ!南のアイランド!!（1995年、さくら友蔵）
- ちびまる子ちゃん まる子デラックスクイズ（1996年、おじいちゃん）
- NEWヤッターマン 難題かんだいヤジロベエ（1996年、おだてブタ）
- 銀河英雄伝説（1997年 - 1998年、ヤン・ウェンリー） - セガサターン版『PLUS』、PlayStation版 / ライブラリ出演

2000年代
- スロッターUPコア3 愉打!ドロンジョにおまかせ（2004年、おだてブタ、なげきブタ） - ライブラリ出演
- クレヨンしんちゃん 嵐を呼ぶ シネマランド カチンコガチンコ大活劇!（2008年） - ライブラリ出演

### 吹き替え

#### 担当俳優
アントニオ・ファーガス
- 刑事スタスキー&ハッチ（ハギー・ベア〈ヒョロ松〉）
- ダイナマイト諜報機関/クレオパトラ危機突破（シムキンス）
- 破壊!（スティーヴン）

ウィリアム・カット
- アメリカン・ヒーロー（ラルフ・ヒンクリー）
- ガバリン（ロジャー・コップ）
- 恐竜伝説ベイビー（ジョージ・ルーミス）※テレビ版

ウディ・アレン
- スターダスト・メモリー（サンディ・ベイツ）
- ハンナとその姉妹（ミッキー・サックス）
- ブロードウェイのダニー・ローズ（ダニー・ローズ）
- ボギー!俺も男だ（アラン）

エディ・マーフィ
- 大逆転（ビリー・バレンタイン）※日本テレビ版
- ビバリーヒルズ・コップ（アクセル・フォーリー）※テレビ朝日版
- ビバリーヒルズ・コップ3 特番（TBS、エディ・マーフィ本人の声、1994年）

ジョン・ハード
- キャット・ピープル（オリヴァー・イェーツ）※フジテレビ版
- ホーム・アローンシリーズ（ピーター・マカリスター）※ソフト版
  - ホーム・アローン
  - ホーム・アローン2

スティーヴ・マーティン
- L.A.ストーリー/恋が降る街（ハリス・テレマーカー）
- 花嫁のパパ（ジョージ・バンクス）
- パパとマチルダ（マイケル・マッキャン）
- マイ・ブルー・ヘブン（ヴィンセント・“ヴィニー”・アントネーリ）

チャールズ・マーティン・スミス
- アメリカン・グラフィティ（テリー・フィールズ）※テレビ朝日版
- アンタッチャブル（オスカー・ウォレス）※フジテレビ版
- スターマン/愛・宇宙はるかに（マーク・シャーマン）

デニス・ホッパー
- エルダー兄弟（デイヴ・ヘイスティングス）※フジテレビ版
- 地獄の黙示録（報道写真家）※テレビ東京版
- レッドロック/裏切りの銃弾（ライル）

マーティン・シーン
- ウォール街（カール・フォックス）※テレビ朝日版（Blu-ray収録）
- サンタリア 魔界怨霊（カル・ジャミソン）
- デッドゾーン（グレッグ・スティルソン）
- ファイナル・カウントダウン（ラスキー）※TBS版
- 連続殺人警官（マイケル・マッコード）※テレビ版

リック・モラニス
- ゴーストバスターズシリーズ（ルイス・タリー）
  - ゴーストバスターズ ※テレビ朝日版（日本語吹替完全収録版Blu-ray BOX収録）
  - ゴーストバスターズ2 ※フジテレビ版（日本語吹替完全収録版Blu-ray BOX収録）

- スペースボール（ダーク・ヘルメット）
- フリントストーン/モダン石器時代（バーニー・ラブル）
- ミクロキッズ（ウェイン・ザリンスキー）※ソフト版、フジテレビ版

ロディ・マクドウォール
- 猿の惑星（コーネリアス）※ソフト版（フジテレビ版ではルシアス〈ルー・ワグナー〉を担当）
- 潮風のいたずら（アンドリュー）
- バットマン（マッドハッター / ジャービス・テッチ〈初代〉）
- ヘルハウス（ベン・フィッシャー）
- ポセイドン・アドベンチャー（エイカーズ）※TBS版

#### 映画
- アイガー・サンクション（カール・フレイタッグ〈ライナー・ショーン〉）※フジテレビ版
- 愛と哀しみの果て（バークレー・コール〈マイケル・キッチン〉）※日本テレビ版
- 赤い河
- 悪魔のワルツ（マイルズ・クラークソン〈アラン・アルダ〉）
- あなたに恋のリフレイン（フィル・ゴールデン〈ポール・ライザー〉）
- 雨の訪問者（トニー〈ガブリエレ・ティンティ〉[138]）※TBS版
- アメリア（スティーブ〈テッド・ダンソン〉）
- 荒馬と女（グイド〈イーライ・ウォラック〉）※TBS版
- アラモ（スミティ〈フランキー・アヴァロン〉 [139]）
- 生き残るヤツ（ダニー〈ロバート・デ・ニーロ〉）
- 1984（ウィンストン・スミス〈ジョン・ハート〉）
- いちご白書（サイモン〈ブルース・デイヴィソン〉[140]）
- インディ・ジョーンズ/最後の聖戦（ブロディ〈デンホルム・エリオット〉）※フジテレビ版
- ウィロー（ウィロー〈ワーウィック・デイヴィス〉[141]）※ソフト版
- ウエスト・サイド物語（アイス）※TBS1979年版
- エア★アメリカ（ロブ・ディール〈デヴィッド・マーシャル・グラント〉）※日本テレビ版
- エアポート'75（ジュリオ〈エリック・エストラーダ〉）
- エイミー（ベンジャミン・ジェームス・コーコラン〈バリー・ニューマン〉）
- エイリアン（ダラス〈トム・スケリット〉）※VHS・DVD版
- エイリアン2（カーター・バーク〈ポール・ライザー〉）※テレビ朝日1989年版・1993年版（両版共に日本語吹替完全版Blu-rayBOX収録）
- エデンの東（アロン・トラスク〈リチャード・ダヴァロス〉）※テレビ朝日版
- F/X 引き裂かれたトリック（マーティン・リプトン〈クリフ・デ・ヤング〉）
- エンジェルス（アル〈クリストファー・ロイド〉）
- エンドア/魔空の妖精（ジェレミット〈ポール・グリーソン〉）※劇場公開版
- オーバー・ザ・トップ（ティム・サリンジャー）※フジテレビ版
- 追いつめられて（スコット・プリチャード〈ウィル・パットン〉[142]）※テレビ朝日版
- 王になろうとした男（ビリー・フィッシュ〈サイード・ジャフリー〉）※テレビ朝日版
- 大いなる決闘（ノエル・メイ保安官〈マイケル・パークス〉）
- 襲われた幌馬車（リッジ〈ニック・アダムス〉）※フジテレビ版
- ガープの世界（ガープ〈ロビン・ウィリアムズ〉）
- 改造人間の復讐（ニコラス・コンラッド博士〈デヴィッド・アクロイド（英語版）〉）
- カイロの紫のバラ（トム・バクスター / ギル・シェパード〈ジェフ・ダニエルズ〉）※テレビ朝日版（テレビ吹替音声収録版DVD収録）
- 鏡の中の他人（トビー・テンプル）
- カサンドラ・クロス（スタック少佐〈ジョン・フィリップ・ロー〉）※日本テレビ版（BD収録）
- 火星人地球大襲撃（ワトソン）※NET版
- 吸血鬼ドラキュラの花嫁（マインスター男爵）※TBS版
- キング・オブ・コメディ（ルパート・パプキン〈ロバート・デ・ニーロ〉[143]）
- 空爆特攻隊（アーチャー少尉〈ベン・マーフィ〉）※テレビ朝日版（DVD収録）
- グリース（ヴィンス〈エド・バーンズ〉）※テレビ朝日版
- クリッター2（チャーリー）
- グレートスタントマン（スキー〈ジャン＝マイケル・ヴィンセント〉）※テレビ朝日版（BD収録）
- グレイストーク -類人猿の王者- ターザンの伝説（ジョン・クレイトン卿〈ポール・ジェフリー〉）※TBS版、（フィリップ・ダルノー〈イアン・ホルム〉）※テレビ朝日版
- グレムリン2 新・種・誕・生（バッグス・バニー）※ソフト版
- K-9/友情に輝く星（マイク・ドゥーリー〈ジェームズ・ベルーシ）〉※ソフト版、テレビ朝日版
- 刑事ジョン・ブック 目撃者（カーター）※テレビ朝日版
- 激走!5000キロ（ホセ）※テレビ朝日版
- ゴリラ（マーヴィン・バクスター〈ジョー・レガルブート〉）※テレビ朝日版
- ゴルゴ13 九竜の首（洪刑事〈黄樹棠〉、ホテルのボーイ）
- コルドラへの道（ファウラー少尉〈タブ・ハンター〉）※フジテレビ版
- ザ・カー（ルーク〈ロニー・コックス〉[144]）※テレビ朝日版
- さすらいの航海（マックス・ギュンター〈マルコム・マクダウェル〉）
- ザ・デプス（トニー・シュナイダー〈ミゲル・フェラー〉[145]）
- ザ・ドライバー（刑事〈ブルース・ダーン〉[146]）※テレビ朝日版（BD収録）
- サンダー/怒りの復讐（ブライアン・シャーマン〈パオロ・マルコ〉）
- 3人のゴースト（エリオット・ラダーミルク〈ボブキャット・ゴールドスウェイト〉[147]）
- シー・デビル（ボブ・パチェット〈エド・ベグリー・ジュニア〉）※ソフト版
- シカゴ・コネクション/夢みて走れ（レイ〈グレゴリー・ハインズ〉）
- 茂みの中の欲望（ジェイミー〈バリー・エバンス〉）
- シザーズ/氷の誘惑（アレックス/コール〈スティーヴ・レイルズバック〉）
- 上海サプライズ（グレンドン・ウェイシー〈ショーン・ペン〉）
- 13日の金曜日（スティーヴ）
- ジュラシック・パーク（アラン・グラント博士〈サム・ニール〉[148]）
- ショート・サーキット（ニュートン・クロスビー〈スティーヴ・グッテンバーグ〉）
- 勝利への脱出
- 白いドレスの女（ピーター・ローウェンスティン〈テッド・ダンソン〉[149]）
- 真説フランケンシュタイン（アダム〈マイケル・サラザン〉）
- 新Mr.Boo!アヒルの警備保障（副隊長〈サミュエル・ホイ〉[150]）
- スター・ウォーズ エピソード5/帝国の逆襲（C-3PO）※テレビ朝日版
- スタートレックシリーズ（ミスター加藤〈ジョージ・タケイ〉）
  - スタートレック ※テレビ朝日版
  - スタートレックII カーンの逆襲 ※日本テレビ版
  - スタートレックIII ミスター・スポックを探せ! ※日本テレビ版
- スペースインベーダー（ジョージ・ガードナー〈ティモシー・ボトムズ〉）
- スリーピング・モンキー/睡拳（チン・ターバー〈レオン・カーヤン〉）
- 西部戦線異状なし（ポール・バウマー〈リュー・エアーズ〉）※テレビ朝日版
- 戦場のガンマン（〈ニック・ジョーダン〉）
- 捜索者（マーティン・ポーリー〈ジェフリー・ハンター〉）※1979年テレビ朝日版
- 続・さすらいの一匹狼（ブレント・ランダース〈ジュリアーノ・ジェンマ〉）※フジテレビ版
- 続・猿の惑星（コーネリアス〈デイヴィッド・ワトソン〉）※LD版
- 大陸横断超特急（グローヴァー〈リチャード・プライヤー〉）※テレビ朝日版
- ダニエル・スティール/ダディ〜父親・決断の瞬間〜（オリバー〈パトリック・ダフィ〉）※テレビ東京版
- ダラスの熱い日（リー・ハーヴェイ・オズワルド）
- 弾丸を噛め（スキー〈ジャン＝マイケル・ヴィンセント〉）
- チーター/三人とチーター友情物語（英語版）（アール・ジョンソン）
- チャイニーズ・ウォリアーズ（ルーク〈リチャード・ン〉）※ビデオ版
- ツーフィンガー鷹（チェン〈レオン・カーヤン〉）
- デーヴ（アラン・リード大統領補佐官〈ケヴィン・ダン〉）※ソフト版
- 天使の自立（英語版）（マイケル・モレッティ〈アーマンド・アサンテ〉）
- 透明人間（ニック・ハロウェイ〈チェビー・チェイス〉[151]）
- ドクトル・ジバゴ（パーシャ〈トム・コートネイ〉）※テレビ朝日版
- 突然炎のごとく（ジュール〈オスカー・ウェルナー〉）
- ドラゴンVS.7人の吸血鬼（シ・チン / シ・ティエネン〈デビッド・チャン〉）
- 2010年（ R・チャンドラ博士〈ボブ・バラバン〉）※テレビ朝日版、TBS版
- ニュー・シネマ・パラダイス（アデルフィオ司祭〈レオポルド・トリエステ〉）※フジテレビ版（アスミック発売のインターナショナル版DVD&インターナショナル版デジタル・レストア・バージョンBD収録）
- ニューマン（マシュー・カーソン〈アラン・シック〉）
- ネバーエンディング・ストーリー 第2章（ニンブリー）※ソフト版
- ネバーエンディング・ストーリー3（エンギーウック〈トニー・ロビンソン〉）※ソフト版
- ネバー・クライ・ウルフ（マイク）※フジテレビ版
- 眠れない夜はあなたと（ケヴィン・ヴァリック〈マイケル・キートン〉）
- のるかそるか（ジェイ・トロッター〈リチャード・ドレイファス〉[152]）※TBS版
- バード・オン・ワイヤー（リック・ジャーミン〈メル・ギブソン〉[153]）※ソフト版、（ジョー・ウェイバーン〈スティーヴン・トボロウスキー〉）※テレビ朝日版
- バイオ・エイリアン/新種誕生（エリオット・ジェイコブス）
- バック・トゥ・ザ・フューチャー（ジョージ・マクマフライ〈クリスピン・グローヴァー〉[154]）※ソフト版、フジテレビ版
- バック・トゥ・ザ・フューチャー PART2（ジョージ・マクマフライ〈ジェフリー・ウェイスマン〉）※ソフト版
- バトルランナー（ハロルド・ヴァイス〈マーヴィン・J・マッキンタイア〉）※フジテレビ版（BD収録）
- パピヨン（マチュレット）※テレビ朝日版
- バラ色の選択（クリスチャン・ハノーヴァー）
- バラバ（サハク〈ヴィットリオ・ガスマン〉）
- ハリーとヘンダスン一家（ジョージ・ヘンダスン〈ジョン・リスゴー〉）※TBS版
- パリの恋人(ディック・エイブリー〈フレッド・アステア〉[155])※JAL機内版
- バロン（月の王〈ロビン・ウィリアムズ〉）※フジテレビ版
- びっくり大将（英語版）
- 昼下りの情事（マイケル）※1973年テレビ朝日版
- ピンク・ノーベンバーを追え!?（ビフ・バナー〈ビル・プルマン〉）
- 武器よさらば（パッシーニ〈レオポルド・トリエステ〉）
- 不思議の国のアリス（英語版）（白ウサギ〈レッド・バトンズ〉）
- 不法侵入（マイケル・カー〈カート・ラッセル〉）※ソフト版
- プライベート・ベンジャミン（アンリ〈アーマンド・アサンテ〉）
- フラッシュバック（英語版）（ハイタワー保安官〈クリフ・デ・ヤング〉）
- プレシディオの男たち（アーサー・ピール〈マーク・ブラム〉）※フジテレビ版
- プロジェクトA2 史上最大の標的（チン〈デイヴィッド・ラム〉[156]）※フジテレビ版（エクストリーム・エディションBD収録）
- ペリ
- ボールズ・ボールズ（カール・スパックラー〈ビル・マーレイ〉）
- 僕の村は戦場だった（ガリツェフ中尉）
- ポセイドン・アドベンチャー（ジェームズ・マーティン〈レッド・バトンズ〉[157]）※テレビ朝日版
- 北海ハイジャック（ハロルド・シュルマン〈マイケル・パークス〉[158]）※テレビ朝日版
- ポリスアカデミーシリーズ
  - ポリスアカデミー2 全員出動!（プロクター〈ランス・キンジー〉）
  - ポリスアカデミー3 全員再訓練!（プロクター〈ランス・キンジー〉）
  - ポリスアカデミー4 市民パトロール（プロクター〈ランス・キンジー〉）
  - ポリスアカデミー5 マイアミ特別勤務（プロクター〈ランス・キンジー〉）※TBS版、（タックルベリー〈デヴィッド・グラフ〉）※ソフト版
  - ポリスアカデミー6 バトルロイヤル（プロクター〈ランス・キンジー〉）※TBS版、（タックルベリー〈デヴィッド・グラフ〉）※ソフト版
  - ポリスアカデミー7 モスクワ大作戦!（タックルベリー〈デヴィッド・グラフ〉）※ソフト版
- マッドマックス（ジム・グース〈スティーヴ・ビズレー〉[159]）
- まぼろしの市街戦（チャールズ・プランピック〈アラン・ベイツ〉[160]）
- ミシシッピー・バーニング（ペル〈ブラッド・ドゥーリフ〉）※テレビ朝日版
- ミスター・グッドバーを探して（トニー〈リチャード・ギア〉[161]）
- Mr.Boo!ギャンブル大将（ロン〈サミュエル・ホイ〉[162]）
- 南太平洋ボロ船作戦（ハンソン少尉〈リッキー・ネルソン〉）
- 昔みたい（アイラ・J・パークス〈チャールズ・グローディン〉）
- 名犬ラッシー/宇宙は近いぞ、ラッシー!（チャック・コンロイ大尉〈ピーター・ハスケル〉）
- 名誉と栄光のためでなく（エスクラビエ〈アラン・ドロン〉）※テレビ東京版
- メジャーリーグ（ウィリー・メイズ・ヘイズ〈ウェズリー・スナイプス〉[163]）※ソフト版
- 燃えよドラゴン（リー〈ブルース・リー〉）※テレビ朝日版
- ヤング・シャーロック/ピラミッドの謎（レストレード刑事[164]）※テレビ朝日版
- ライオンハート（ジョシュア）※テレビ東京版
- ラビリンス/魔王の迷宮（サー・ディディモス）※NHK-BS版
- ラブ・バッグ（ジム・ダグラス〈ディーン・ジョーンズ〉）
- リオ・ブラボー（コロラド・ライアン〈リッキー・ネルソン〉）※フジテレビ版
- レインマン（レイモンド・バビット〈ダスティン・ホフマン〉）※TBS版[165]、機内上映版[166]
- レッド・オクトーバーを追え!（ジャック・ライアン〈アレック・ボールドウィン〉[167]）※ソフト版
- レッド・スコルピオン（カルンダ・キントッシュ〈アル・ホワイト〉）※日本テレビ版
- レッドブル（アート・リジック部長刑事〈ジェームズ・ベルーシ〉）※テレビ朝日版
- ローヤル・フラッシュ（ハリー・フラッシュマン大尉〈マルコム・マクダウェル〉）
- ロジャー・ラビット（バッグス・バニー）※機内上映版
- ロボコップ（ロバート・モートン〈ミゲル・フェラー〉）※テレビ朝日版
- ルチオ・フルチの マーダロック（ジョージ・ウェッブ〈レイ・ラブロック〉）
- ワイルドバンチ（エンジェル〈ジェイミー・サンチェス〉）
- わが街（マック〈ケヴィン・クライン〉）
- ワン・モア・タイム（ルイ・ジェフリーズ〈クリストファー・マクドナルド〉）

#### ドラマ
- インディ・ジョーンズ/若き日の大冒険（ベネット）
- 宇宙空母ギャラクティカ（スターバック中尉〈ダーク・ベネディクト〉）
- 宇宙大作戦（ミスター加藤〈ジョージ・タケイ〉）※第1シーズン
- L.A.ロー 七人の弁護士（アーノルド・ベッカー〈コービン・バーンセン〉）
- 俺がハマーだ![168]
  - シーズン1 #20（ドドメコフ教授）
  - シーズン2 #11（ハロルド・ベル〈デヴィッド・クレノン〉）
- 怪奇ゾーンへようこそ（ヒッチハイカー）
- 恐竜家族（コート）
- 警察署長（編集長）
- 刑事コロンボ 歌声の消えた海（マジシャン〈カーティス・クレデル〉）
- 刑事バレッタ（英語版）
- こちらブルームーン探偵社
  - シーズン2 #8（チャールズ・ライト）
  - シーズン4（ウォルター・ビショップ〈デニス・デューガン〉）
- 事件記者コルチャック（ロン・アップダイク）
- ジム・ヘンソンのファンタジー・ワールド（ジム・ヘンソン、カーミット）
- シャーロック・ホームズの冒険「六つのナポレオン」（ベッポ・チコッリーニ）
- 新スタートレック（マーク・ジェームソン提督）
- 新80日間世界一周（英語版）（フィリアス・フォッグ〈ピアース・ブロスナン〉）※NHK版
- 新スパイ大作戦
  - 運命の十字架（パリス）
- スパイ大作戦
  - 越境作戦（駐車場係、記者）
  - 奇跡のカムバック（リングのアナウンサー、サイコロ賭博をやる男）
  - 独裁宣言（国境の警備兵）
  - 生体実験（ロークナー、囚人）
  - 女スパイが燃えるとき（スズメ）
  - 一千万ドルの拷問（シャンクス）
  - 殺人請負人（ピート）
- 青春の城 コビントン・クロス（ダニエル・オシェア〈リチャード・リンターン〉）
- セサミストリート危機一髪（ウサギのベニー、チャズ〈チャールズ・グローディン〉）
- ダンディ2 華麗な冒険 #16（ミッシェル）
- 地上最強の美女たち!チャーリーズ・エンジェル シーズン2 #7（デヴィッド・バルザック〈ジェイムズ・ダレン〉）、#24（テッド・マクリン〈バリー・ボストウィック〉）
- TVキャスター マーフィー・ブラウン（ルイ・マル監督〈ルイ・マル〉）
- 特捜刑事マイアミ・バイス シーズン4 #8（ベニー・ローズ）
- ドクタークイン 大西部の女医物語 シーズン1 #8（クレイグ・ハーディング）
- 特攻野郎Aチーム（ハウリング・マッド・マードック / クレイジー・モンキー〈ドワイト・シュルツ〉）
- 謎の円盤UFO
  - 宇宙人捕虜第一号（スカイダイバー操縦士）
  - シャドー 秘密指令（ビル、ルイス・グラハム）
  - わが友宇宙人（ムーンモービル副操縦士）
  - 惑星Xクローズアップ作戦（ゴードン・マックスウェル）
  - ストレイカー暗殺指令（ムーンベースの警備員）
  - スカイダイバー危機一髪（ターナー操縦士）
  - 猫の目は宇宙人（声紋チェック）
  - 湖底にひそむUFO（ラッセル・ストーン）
  - 宇宙人フォスター大佐（パーティー客、ゴードン・マックスウェル、ジョン・マスターズ）
  - 超能力!! UFO探知人間（道路を封鎖するシャドー隊員）
  - 宇宙人捕虜第二号（無線の声、ゴードン・マックスウェル、モービル2号）
  - UFO月面破壊作戦（ゴードン・マックスウェル）
  - 人間ロボット殺人計画（ムーンベースの医者、ヒューストン）
  - 人間爆弾（ダニエル・クラーク、スカイダイバー3号航海士、シャドー本部の警備員）
  - 地球最後の時（クーパー）
  - ムーンベース衝突コース（ロイ、ゴードン・マックスウェル、ムーンモービル操縦士）
  - UFO大編隊接近中（船員、宇宙船87号、スカイダイバー操縦士）
  - 謎の発狂石（デイル、シャドー隊員、助監督）
  - ムーンベース応答なし（フィル・ミッチェル）
  - シャドーはこうして生まれた！（ホテルのボーイ、ゴードン・マックスウェル）
  - フォスター大佐死刑（ジョン・マスターズ）
  - UFO時間凍結作戦（男性俳優）
  - 宇宙人、地球逃亡（監督、病院のアナウンス）
- 南北戦争物語 愛と自由への大地（エルカナー・ベント）
- バイオニック・ジェミー3 #2 「バイオニック・ドッグ登場(PART2)」（ロジャー・グレット〈デール・ロビネット〉）
- 爆発!デューク（ルーク・デューク〈トム・ウォパット〉）
- 花のスチュワーデス（英語版）
- ファミリータイズ（スティーヴ・キートン〈マイケル・グロス〉）
- マペット・ショー（エルトン・ジョン）
- 名探偵ポワロ（アーサー・ヘイスティングス大尉〈初代〉〈ヒュー・フレイザー〉[169]）※NHK版
- モンスターズ シーズン1 #3（ジェイ・ブレイク）
- ヤングライダーズ シーズン1 #7（J.D.マーカス〈ゲリット・グレアム〉）
- わんぱくフリッパー シーズン1 #29（ピーター・ケルウィン）※ビデオ版

#### アニメ
1969年
- イエロー・サブマリン（リンゴ・スター）

1973年
- ミクロ決死隊（学者くん）

1974年
- スパイダーマン（スパイダーマン / ピート・パーカー）※東京12チャンネル版

1978年
- ピンチクリフ・グランプリ（実況アナウンサー）

1984年
- スヌーピーとチャーリー（サマーキャンプのワル1〈リーダー〉）

1986年
- ニムの秘密（ジェレミー）

1988年
- イウォーク物語（ウィドル）※VHS版
- わんぱくダック夢冒険（ドナルドダック）※テレビ東京・バンダイ版

1989年
- バッグス・バニーのぶっちぎりステージ（バッグス・バニー）※三菱・RVRのCMでも起用

1991年
- ウォーリーをさがせ!（オドロー）
- タイニー・トゥーンズ（バッグス・バニー）
- くまのプーさん（ラビット〈初代〉）
  - プーさんとティガー※絶版
  - プーさんとイーヨーのいち日※絶版
  - 新くまのプーさん
- ビアンカの大冒険 ゴールデン・イーグルを救え!（ジェイク）

1992年
- ザ・シンプソンズ（ジャック・ブランズウィック〈初代〉）
- ダックテイルズ（ポパン）※WOWOW版
- チップとデールの大作戦（ハリー）

1993年
- 天国から来たわんちゃん（チャーリー・B・バーケン）

1995年
- アメリカ物語 ファイベルの冒険（チェラ、サイラス）

1996年
- ビアンカの大冒険 ゴールデン・イーグルを救え!（ジェイク）

### 人形劇
- 海底大戦争スティングレイ
  - 海底火山大爆発（ギンカク）
  - 最高殊勲者トロイ艦長（チドラ）
- キャプテン・スカーレット
  - タイムを追え！
  - アルプス上空の危機！（乗客係）
- サンダーバード
  - 世界一のビルの大火災（女性ドライバーの夫）
  - ニューヨークの恐怖（ジョー）
  - 超音ジェット機レッドアロー（ゴダード、警官）
  - 危険な遊び（フォスター軍曹）
  - クラッブロガーの暴走（フランクリン）
  - すばらしいクリスマス・プレゼント（タナー）
  - サンダーバード 劇場版（ブレインズ）※ビデオ版
  - サンダーバード6号（ブレインズ[170]）※ビデオ版
- アップルポップ（チッポのパパ）
- フラグルロック
- プリンプリン物語（トントン、ガッテン）
- ロンドン指令X 空飛ぶクラシック・カー（パイロット）

### テレビドラマ
- 柔道一直線（テレビ司会者）
- チビラくん（ネコロンダー王国兵士Aの声、監視ロボットゲゲボボの声）
- バンパイヤ（予告ナレーター）
- 秘密のデカちゃん（ナレーター）

### ラジオ番組
- クロスオーバーイレブン（パイロット版で1978年3月に1週間担当後、1980年度1年間レギュラーで、3代目ナレーターを務めた）
- BCLジョッキー（TBSラジオ）
- 富山敬と富田耕生のとみとみシアター（パーソナリティ）

### ラジオドラマ
- 地球へ…（ジョミー・マーキス・シン）

### ドラマレコード・CD等
1979年
- 声優入門（生徒）※本人役で、自身の役づくりの方法も解説。

1982年
- メモリーズ・オブ・タイムボカン（ナレーション）

1986年
- いつか猫になる日まで

1988年
- 未来放浪ガルディーン 大歌劇（ヤマト）

1991年
- タイムボカン名曲大全 オリジナルドラマ（ナレーション、おだてブタ）※収録楽曲にも参加

1992年
- タイムボカンカラオケ博覧会 30周年記念ドラマ 絶唱カラオケマン（ナレーション・おだてブタ・なげきブタ）

1993年
- ぶちかまし眠り姫
- タイムボカンOVA大復活記念 悪玉馬券塾（ナレーター、トミーヤマ、ササヤキレポーター、豪速九）
- タイムボカン王道復古 特訓満漢全席（ナレーター）

1994年
- 究極戦隊ダダンダーン 恐るべき悪魔の陰謀（ナレーター）

1995年
- 創竜伝 〜蜃気楼都市〜（ナレーション）
- ボクがCDになった理由 〜龍三郎、ミュージカルする〜（ロドニナ・ユディットの執事）

### テレビ番組
- オレたちひょうきん族（「在日外国人のための日本のお行儀コーナー」の進行役デーブ・スペクターの吹き替え）
- 笑っていいとも!増刊号（DJ 〈初代〉）※山中秀樹と共同
- 理科教室小学校3年生（NHK教育テレビ）
  - ロボット3ちゃん（1984年 - 1986年）
  - ドクター君（1987年 - 1988年）
- ドリフと女優の爆笑劇場（1986年4月16日、ナレーター、テレビ朝日系）
- ママとあそぼう!ピンポンパン（トンピー、ブチャ猫）
- 母と子のテレビ絵本「魔笛」（NHK教育テレビ）
- ビバ!アニマルベイビー（ナレーション、放送番組センター配給の番組）
- ステップ&ジャンプ ステップ日本史（NHK教育テレビ、語り）

#### 顔出し出演
- クイズダービー（1978年、解答者）

### CM
※特筆が無い限りはナレーション。

#### テレビ
- ハラノ「グレンダイザージューシー」（1975年、デューク・フリード）
- マクドナルド（1970年代 - 1995年、ドナルド・マクドナルド〈初代〉）
- フジッコ「おまめさん」（1981年）
- メナード化粧品・ミューラル（1985年）
- タカトクトイス「一発合身逆転王」[171]
- ポピー「DX分身合体ゴーディアン」
- 東鳩（現・東ハト）「電撃戦隊チェンジマン コーンスナック」
- 『ザ☆ウルトラマン』 新番組予告
- 任天堂
  - 「マリオオープンゴルフ」（マリオ）
  - 「サテラビュー」（マリオ）
- ナムコ「ちびまる子ちゃん うきうきショッピング」（さくら友蔵）

#### ラジオ
- サントリーオールド（クラウド・バロウ）※映画『俺たちに明日はない』の場面再現

### その他コンテンツ
- 志摩スペイン村・パルケエスパーニャ（ドンキホーテ〈ドンキー・初代〉）
- 東京ディズニーランド・スプラッシュ・マウンテン（ミスター・ブルーバード）
- スカイセンサーカセット5950（CF-5950）付属カセットテープ「世界の主要放送局I.S.テープ」ナレーション（ソニー 1976年）
- 世界絵本箱DVDセレクション ごきげんなライオン 第4話「パナマってすてきだな」（ヤマハ・ミュージック・アンド・ビジュアルズ）
- トラベルマガジン（外国製作旅番組のナレーション）
- ファミマガVideo（ナレーション）
- 舞踊劇名作ベストVol.11「ねこのくに物語」（東芝EMI）
- 舞踊劇名作ベストVol.15「星の銀貨」（東芝EMI）
- KUMON「公文式英語教材」（1985年 - 2000年、日本語部分のナレーション）
- ディズニー英語システム（案内役、ジミニー・クリケット 他）

## ディスコグラフィ

### アルバム
|     | 発売日        | タイトル         | 規格品番 | レーベル       | 特筆事項 |
| --- | ------------- | ---------------- | -------- | -------------- | -------- |
| 1st | 1979年7月21日 | 富山敬ロマン     | SKS-71   | キングレコード | 廃盤     |
| 2nd | 1979年        | 富山敬マイセルフ | SKS-88   | キングレコード | 廃盤     |

### 参加作品
| 発売日 | 商品名                                    | 歌                   | 楽曲 | 備考 |
| ------ | ----------------------------------------- | -------------------- | --- | ---- |
| 1979年 | 愛・勇気・青春 そして君へ...              | 富山敬               | 「きみが一番美しい時」 | 朗読 |
| 1979年 | 愛・勇気・青春 そして君へ...              | 富山敬               | 「追憶...満ち足りぬ夢」 | 朗読 |
| 1980年 | 王様の耳はファンタジー                    | バオバブ・シンガーズ | 「王様の耳はファンタジー」 「前夜祭はあとのまつり」                                                                                          |      |
| 1980年 | 王様の耳はファンタジー                    | 富山敬、小澤いず美   | 「もういちど愛」 |      |
| 1980年 | バオバブ・パーティ                        | バオバブ・シンガーズ | 「めざせモスクワ」 「oh!サムライ」 「トミトミアドベンチャー」 「アバダバハネムーン」 「さらば20世紀」                                        |      |
| 1981年 | バオバブ・パーティ2／飛べ！京浜ドラキュラ | バオバブ・シンガーズ | 「無人島へゲッタウェイ」 「雨の草野球」 「ふたりのハングライダー」 「娘よ」 「コックローチ・ワンマンショー」 「GOGO!バオバブ・ファイターズ」 |      |
| 1981年 | 夢みるお年頃                              | 富山敬、富田耕生     | 「哀愁のツマヨウジ」 |      |
| 1981年 | 眠れる森のメタモルフォーゼ                | 富山敬               | 「眠れる森のメタモルフォーゼ」 「自閉症エレジー」 「良心的人類滅亡法」                                                                       |      |

### キャラクターソング・参加作品
| 発売日         | 商品名                                                           | 歌                                                 | 楽曲                                                                             | 備考                               |
| -------------- | ---------------------------------------------------------------- | -------------------------------------------------- | -------------------------------------------------------------------------------- | ---------------------------------- |
| 1980年2月      | ニルスのふしぎな旅 楽しいうたと音楽集                            | 富山敬                                             | 「腹ペコ・レックス」                                                             | アニメ『ニルスのふしぎな旅』関連曲 |
| 1986年3月25日  | ゲゲゲの鬼太郎テーマ曲集 燃えろ!鬼太郎                           | ねずみ男（富山敬）                                 | 「ビビビのねずみ男」                                                             | アニメ『ゲゲゲの鬼太郎』関連曲     |
| 1991年4月28日  | ごきげん 〜まる子の音日記〜                                      | おじいちゃん（富山敬）、おばあちゃん（佐々木優子） | 「若き夢の日」                                                                   | アニメ『ちびまる子ちゃん』関連曲   |
| 1991年4月28日  | ごきげん 〜まる子の音日記〜                                      | 全員                                               | 「仲よしマーチ」                                                                 | アニメ『ちびまる子ちゃん』関連曲   |
| 1994年4月28日  | ブリット・オールクロフトの マンフィーのふしぎなぼうけん 主題歌集 | 岡崎裕美、富山敬                                   | 「はじめの一歩」 「はじめの一歩 リプライズ」 「ともだち」 「幸せは君の手の中に」 | 『マンフィーのふしぎな冒険』関連曲 |
| 1994年4月28日  | ブリット・オールクロフトの マンフィーのふしぎなぼうけん 主題歌集 | 杉江秀、鹿野由之、岡崎裕美、富山敬、石塚運昇       | 「追跡」                                                                         | 『マンフィーのふしぎな冒険』関連曲 |
| 2004年10月20日 | まるまるぜんぶちびまる子ちゃん                                   | 友蔵（富山敬）                                     | 「おいぼれじいさんのテーマ」                                                     | アニメ『ちびまる子ちゃん』関連曲   |
| 2007年2月23日  | 才能の楽園                                                       | イッパツマン／豪速九（富山敬）                     | 「逆転イッパツマン!3C」                                                          | アニメ『逆転イッパツマン』主題歌   |

## ライブ・イベント
| 出演日        | タイトル                                                   | 会場                     | 備考           |
| ------------- | ---------------------------------------------------------- | ------------------------ | -------------- |
| 1978年8月1日  | 青二プロ10周年記念フェスティバル・ライブ VOICE VOICE VOICE | 九段会館ホール（東京都） | レコード盤発売 |
| 1979年5月30日 | 声優フェスティバル VOICE VOICE VOICE                       | 日本劇場（東京都）       | レコード盤発売 |

## 書籍
- とみとみトーク いつも青春（1982年、朝日ソノラマ）※富田耕生との共著

### シリーズ一覧
1. ↑  『モノクロ版』（1967年 - 1968年）、『リメイク版』（1987年 - 1988年）
2. ↑  『SF西遊記スタージンガー』（1978年 - 1979年）、『SF西遊記スタージンガーII』（1979年）
3. ↑  『ナイン』（1983年）、『ナイン2 恋人宣言』（1983年）、『ナイン 完結編』（1984年）
4. ↑  『三国志』（1985年）、続編『三国志II 天翔ける英雄たち』（1986年）
5. ↑  『第1期』（1990年 - 1992年）、『第2期』（1995年）